# Agrias elongata
Agrias elongata är en fjärilsart som beskrevs av Le Moult 1931. Agrias elongata ingår i släktet Agrias och familjen praktfjärilar. Inga underarter finns listade i Catalogue of Life.